# Club Atlético Boca Juniors
El Club Atlético Boca Juniors és un club esportiu argentí, destacat en la disciplina del futbol, del barri de La Boca, a Buenos Aires. És un dels més prestigiosos de l'Argentina i de l'Amèrica del Sud, amb 32 lligues argentines i 6 Copes Libertadores, entre d'altres.

## Història
El 3 d'abril de 1905, cinc immigrants italians del barri de La Boca, Esteban Baglietto, Alfredo Scarpatti, Santiago Sana i els germans Juan i Teodoro Farenga fundaren el Boca Juniors.
L'equip jugà lligues locals i a la segona divisió amateur, abans d'assolir la primera divisió el 1913, quan aquesta fou expandida de sis a 15 equips. Boca mai no fou descendit. Guanyà sis campionats amateurs (1919, 1920, 1923, 1924, 1926, i 1930). Amb la introducció del professionalisme, Boca guanyà el primer campionat el 1931.
D'acord amb la International Federationftwreey 1111 of Football History & Statistics és el millor club del món de l'any 2004. Boca Juniors és l'equip que més títols internacionals oficials han guanyat del món amb 18 (amb data 2013).

## Estadis

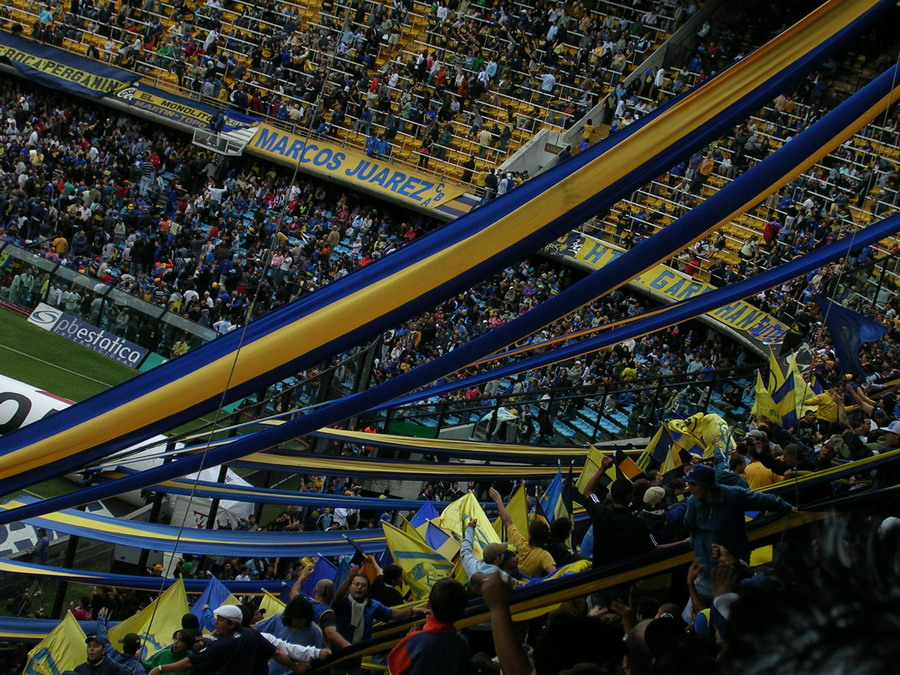
Vista de l'estadi de La Bombonera

Boca Juniors ha usat diversos terrenys de joc abans d'establir-se a l'actual estadi al carrer Brandsen anomenat oficialment Estadi Alberto J. Armando. La construcció de l'estructura s'inicià el 1938; temps en el qual disputà els seus partits com a local al camp del Ferro Carril Oeste fins a 1940. Un tercer nivell fou afegit el 1953, i el sobrenom de La Bombonera aparegué. Una nova ampliació fou afegida el 1996. Les diverses seus al llarg de la història han estat:
- Dársena Sud: 1908 - 1912[7]
- Wilde: 1914 - 1915[8]
- Ministro Brin y Senguel: 1916 - 1924
- Brandsen (Estadi Alberto J. Armando): des de 1924.[9]

## Palmarès
- 3 Copa Intercontinental de futbol:1978, 2000, 2003
- 6 Copa Libertadores:1977, 1978, 2000, 2001, 2003, 2007
- 2 Copa Sud-americana:2004, 2005
- 4 Recopa Sud-americana:1990, 2005, 2006, 2008
- 1 Supercopa Sud-americana:1989
- 1 Supercopa Masters:1992
- 1 Copa de Oro Nicolás Leoz:1993
- 35 Lliga argentina de futbol: AAF 1919, AAF 1920, AAF 1923, AAF 1924, AAF 1926, 1930, LAF 1931, LAF 1934, 1935, 1940, 1943, 1944, 1954, 1962, 1964, 1965, 1969 (Nacional), 1970 (Nacional), 1976 (Metropolitano), 1976 (Nacional), 1981 (Metropolitano), 1992 (Apertura), 1998 (Apertura), 1999 (Clausura), 2000 (Apertura), 2003 (Apertura), 2005 (Apertura), 2006 (Clausura), 2008 (Apertura), 2011 (Apertura), 2015, 2016/17, 2017/18, 2019/20, 2022.
- 1 Copa de Honor: 1925
- 4 Copa Argentina: 1969, 2012, 2014/15, 2019/20

## Evolució de l'uniforme
El color original de l'uniforme blanc i negre a ratlles verticals. Segons diu la llegenda, Boca es jugà aquests colors amb un altre equip en un partit el 1906 i en perdre va haver de canviar. Aleshores decidí que adoptaria els colors de la bandera del primer vaixell que arribés al port de La Boca. Aquest fou un vaixell de Suècia, i el groc i el blau fou adoptat. Inicialment la franja groga era diagonal, més tard canviada a horitzontal.
| 1905 | 1905 | 1906 | 1906-present | 1981 |

## Jugadors destacats
| - Américo Tesorieri (1916~27) - Domingo Tarasconi (1922–32) - Roberto Cherro (1926~35) - Francisco Varallo (1931~39) - Natalio Agustín Pescia (1933~42) - Ernesto Lazzatti (1934~47) - Jaime Sarlanga (1940~48) - Mario Boyé (1941~49) - José Borello (1954) - Antonio Rattín (1956~70) - Paulo Valentim (1960~64) - José Sanfilippo (1963) - Silvio Marzolini (1960~72) - Antonio Roma (1960~72) - Alfredo Rojas (1964~68) - Angel Rojas (1963~71) - Norberto Rubén Madurga (1965~71) - Omar Larrosa (1967-1970) - Julio Guillermo Meléndez Calderón (1968~72) - Ramón Héctor Ponce (1966~74) - Rubén Suñé (1969~72, 1976~80) - Enzo Ferrero (1971~75) - Osvaldo Potente (1971~75, 1979~80) - Roberto Mouzo (1972~84) - Hugo Curioni (1973) - Marcelo Antonio Trobbiani (1973~76, 1981~82) - Alberto Tarantini (1973~77) - Vicente Pernía (1973~81) - Jorge José Benítez (1973~83) - Darío Luis Felman (1975~78) - Mario Zanabria (1976~80) - Ernesto Mastrangelo (1976~81) - Francisco Pedro Manuel Sá (1976~1981) - Hugo Orlando Gatti (1976~89) - Ricardo Alberto Gareca (1978~80, 1982~84) - Diego Armando Maradona (1981~82, 1995~96, 1997) | - Miguel Ángel Brindisi (1981~82) - Jorge Comas (1986~1989) - Claudio Marangoni (1988~90) - Carlos Daniel Tapia (1985~1987, 1988~1989, 1990~1991, 1992~1994) - Juan Ernesto Simón (1988~94) - Diego Fernando Latorre (1987~1992, 1996~1998) - Carlos Fernando Navarro Montoya (1988~96) - Gabriel Omar Batistuta (1990~91) - Alberto José Márcico (1992~95) - Sergio Daniel Martinez (1992~1997) - Blas Armando Giunta (1989~93, 1995~1997) - Cristian (Kily) González (1995~96) - Nelson David Vivas (1994~97) - Rodolfo Arruabarrena (1993~1996, 1997~2000) - Rubén Da Silva (1994-1995) - Diego Cagna (1995~1998, 2003~2005) - Claudio Paul Caniggia (1995~1996, 1997~98) - Juan Sebastián Verón (1996) - Nolberto Solano (1997~98) - Walter Samuel (1997~2000) - Óscar Córdoba (1997~2001) - Juan Román Riquelme (1996~2002) - Mauricio Serna (1998~2002) - Nicolás Burdisso (1999~2004) - Roberto Abbondanzieri (1997~2006) - Federico Insúa (2005~06) - Carlos Tévez (2001~04, 2015~2016, 2018~) - Roberto Colautti (2000~2002,2003~2004) - Walter Gaitán (2000~2002) - Fernando Rubén Gago (2004~2007, 2013~) - Martín Palermo (1997~2000, 2004~2011) - Guillermo Barros Schelotto (1997~2007) - Rodrigo Palacio (2004~2009) - Sebastián Battaglia (1998~2003, 2005~2013) - Hugo Benjamín Ibarra (1998~2001, 2002~2003, 2007~2010) |

## Altres seccions
L'equip de basquetbol de Boca Juniors ha guanyat la lliga argentina de bàsquet dos cops (1996~97, 2003~04), la copa argentina (2002, 2003, 2004, 2005, 2006), el Top 4 (2004), i el campionat sud-americà de clubs de bàsquet (2004, 2005, 2006). El seu pavelló és el Luis Conde Arena, també conegut com La Bombonerita.
L'equip professional de voleibol guanyà el campionat Metropolità el 1991, 1992 i 1996. L'equip fou més tard desfet per la manca de patrocini, però tornat a ser endegat, assolint de nou la primera divisió el 2005.
En futbol sala, Boca ha guanyat 4 campionats: 1991, 1992, Clausura 1997 i Apertura 1998. L'equip femení de futbol ha guanyat 8 títols: 1992, 1998, 1999, 2000, 2001 Apertura, 2002 Clausura, 2003 Apertura i 2004 Apertura.
El club també disposa de seccions de judo, karate, taekwondo, halterofília i automobilisme.